# Trypanaeus breviculus
Trypanaeus breviculus är en skalbaggsart som beskrevs av Sylvain Auguste de Marseul 1857. Trypanaeus breviculus ingår i släktet Trypanaeus och familjen stumpbaggar. Inga underarter finns listade i Catalogue of Life.